# Форст (Висен, Зиг)
Форст (њем. Forst) општина је у њемачкој савезној држави Рајна-Палатинат. Једно је од 119 општинских средишта округа Алтенкирхен (Вестервалд). Према процјени из 2010. у општини је живјело 644 становника. Посједује регионалну шифру (AGS) 7132034.

## Географски и демографски подаци
Форст се налази у савезној држави Рајна-Палатинат у округу Алтенкирхен (Вестервалд). Општина се налази на надморској висини од 272 метра. Површина општине износи 4,2 km². У самом мјесту је, према процјени из 2010. године, живјело 644 становника. Просјечна густина становништва износи 152 становника/km².